# 郑建祥
克劳迪奥·桑格洛尼斯·鄭漢淇（英語：Claudio Onlaulia Teehankee，1918年4月18日—1989年11月27日），漢名郑建祥，华裔，祖籍同安，生于马尼拉。曾担任菲律賓大理院的首席大法官、菲律宾司法部部长、菲律宾驻联合国大使。父亲是同盟会成员郑汉淇，参与支持孙中山的革命。